# Toni (football, 1972)
Pour les articles homonymes, voir Soares, Gama et Toni.
Pour l’article ayant un titre homophone, voir Gamma.
Nélson António Soares da Gama, plus communément appelé Toni, est un footballeur portugais né le 2 août 1972 à Bissau. Il évoluait au poste d'attaquant.

## Biographie
Il fait partie des champions du monde des moins de 20 ans en 1991.

## Carrière
- 1991-1993 :  FC Porto
- 1994 :  Sporting Braga
- 1994-1995 :  SC Beira-Mar
- 1995-1998 :  SC Salgueiros
- 1998-1999 :  CS Marítimo
- 1999-2000 :  CD Badajoz
- 2000-2001 :  Leça FC
- 2001-2003 :  Vilanovense FC
- 2003-2005 :  Hamm Benfica[1],[2]

## Palmarès

### En club
Avec le FC Porto :
- Champion du Portugal en 1992 et 1993
- Vainqueur de la Supercoupe du Portugal en 1993

### En sélection
- Vainqueur de la Coupe du monde des moins de 20 ans en 1991
- Finaliste de l'Euro espoirs en 1994